# Isachne cambodiensis
Isachne cambodiensis är en gräsart som beskrevs av Jisaburo Ohwi. Isachne cambodiensis ingår i släktet Isachne och familjen gräs. Inga underarter finns listade i Catalogue of Life.